# Vic Anciaux
Victor J. Fr. Anciaux (Boechout, 24 dicembre 1931 – Jette, 24 febbraio 2023) è stato un politico e medico belga.

## Biografia

### Formazione
Dopo aver studiato medicina alla Katholieke Universiteit Leuven, Vic Anciaux si stabilisce nel 1957 come medico a Malines. Durante il suo periodo da studente, si impegna nei nuclei ABN, nella Katholieke Studentenactie e nella Katholiek Vlaams Hoogstudenten Verbond. Nel 1958 diventa il primo presidente del Comitato per la gioventù fiamminga per la Mostra mondiale, dove gli succede Wilfried Martens dopo l'adesione delle organizzazioni giovanili cattoliche.

### Attività politica

#### Membro dell'Unione Popolare, deputato e Segretario di Stato di Tindemans e Vanden Boyenants
Entrato a far parte dell'Unione Popolare, ha ricoperto diversi incarichi direttivi: dal 1961 al 1964 è stato presidente distrettuale di Bruxelles, dal 1964 al 1965 è stato presidente provinciale del dipartimento del Brabante ea partire dal 1965 è membro del partito. Inoltre, dal 1964 al 1967 fu consigliere comunale di Malines e dal 1971 al 1988 consigliere municipale di Bruxelles.
Dal 1965 al 1995, Anciaux è stato membro della Camera dei rappresentanti per il distretto di Bruxelles, dove è stato presidente dell'Unione Popolare dal 1975 al 1977. In parlamento si è rivelato un appassionato dibattitore occupandosi principalmente di legislazione linguistica, riforma dello stato, salute pubblica e questione bioetica. Dal dicembre 1971 all'ottobre 1980 è stato anche membro del Consiglio della Comunità culturale olandese, che è stato stabilito il 7 dicembre 1971, come risultato del doppio mandato allora esistente. Dal 21 ottobre 1980 al maggio 1995 è stato membro del Consiglio fiammingo, il successore del Consiglio Culturale e il precursore dell'attuale Parlamento fiammingo.
Nel 1977 è Segretario di Stato per gli affari di Bruxelles e la Cultura fiamminga nel secondo governo di Leo Tindemans (dove è stato coinvolto nel Patto Egmont, tra gli altri) e nel secondo governo di Paul Vanden Boeynants. In questa veste ha promosso il lavoro della comunità socio-culturale fiamminga. Poiché l'Unione Popolare non faceva più parte del primo governo di Wilfried Martens, è tornato alla sua precedente posizione - quella di presidente del gruppo - nel 1979.

#### Presidente dell'Unione Popolare
Dopo che l'Unione Popolare ha subito una pesante sconfitta nelle elezioni del 1978, succede a Hugo Schiltz nel 1979 come presidente del partito. Come presidente del partito, ha tentato di calmare le tensioni all'interno del suo partito, causate dal disaccordo sul patto Egmont che era stato sciolto per ripristinare l'unità. È stato capace di invertire la tendenza e nelle elezioni del 1981 il partito compensò la perdita con una vittoria di 6 seggi alla Camera e 3 al Senato. Sotto la sua presidenza, l'Unione Popolare partecipò al primo governo fiammingo di Gaston Geens e fu sorpreso nel firmare un manifesto a nome del partito nel 1980 che invitava a rompere gli aiuti militari belgi allo Zaire ea fermare il supporto al regime di Mobutu. Nel 1985 il suo partito ha perso di nuovo le elezioni (-4 alla Camera e -2 al Senato) e un anno dopo (1986) gli è succeduto Jaak Gabriëls.

#### Segretario di Stato della Regione di Bruxelles-Capitale
Nel 1989 è entrato nel Consiglio della Regione di Bruxelles-Capitale dove è divenuto immediatamente Segretario di Stato per gli affari esteri di Bruxelles nel primo governo di Charles Picqué. Ha condiviso questo mandato con Didier Gosuin (fino al 1991) e poi con Didier van Eyll (entrambi membri del DFF). Da questa posizione è stato uno dei primi politici a sollevare la questione degli immigrati a Bruxelles e ha lavorato per una politica di integrazione democratica e tollerante. Quando l'Unione Popolare si unì anche al secondo governo di Picquet, fu nominato Segretario di Stato di Bruxelles per la ricerca scientifica e l'energia. Come membro di questo governo, ha co-negoziato l'accordo di cortesia in lingua di Bruxelles. Questo accordo - che a suo avviso è stato calpestato - ha portato alle sue dimissioni dal governo di Bruxelles e dal Consiglio di Bruxelles-Capitale il 21 novembre 1997. È stato succeduto al Consiglio di Bruxelles-Capitale dall'ex membro del partito Sven Gatz.

#### Abbandono dell'Unione Popolare
Quando l'Unione Popolare cadde a pezzi, optò per SPIRIT, dove suo figlio Bert Anciaux era il prestanome. Nel 2004, ha sposato la deputata di Bruxelles Marie-Paule Quix. Dopo che il figlio Bert ha lasciato i Progressisti Fiamminghi il 4 dicembre 2008, il padre Vic ha lasciato il partito. Nell'estate del 2010 è stato colpito da un attacco di cuore dal quale si è ripreso. Poco prima, si è rivolto alla stampa affermando che la creazione di una Regione di Bruxelles equivalente alle Fiandre e alla Vallonia è stato un errore storico. È ancora attivo come presidente della piattaforma di consultazione locale per l'istruzione secondaria di Bruxelles (LOP).
Fino al 1º gennaio 2006, Vic Anciaux è stato presidente della Lega fiamminga contro il cancro (VLK) per nove anni, dalla creazione del VLK, una fusione tra l'organizzazione non profit Kom op tegen Kanker e l'organizzazione no-profit Vlaamse Kankerliga.
Oltre a Bert Anciaux, sono politicamente attivi nella sp.a. altri tre suoi figli. Roel Anciaux ha ricoperto la carica di consigliere provinciale per la provincia del Brabante fiammingo.